# Manon Apithy-Brunet
Manon Nathalie Pauline Apithy-Brunet (ur. 7 lutego 1996 w Lyonie) – francuska szablistka, dwukrotna medalistka olimpijska i pięciokrotna medalistka mistrzostw świata.
W 2013 roku zdobyła srebro drużynowo na mistrzostwach świata juniorów w Poreču. Wynik ten powtórzyła na rozgrywanych rok później mistrzostwach świata juniorów w Płowdiwie. Ponadto zdobyła srebro indywidualnie na mistrzostwach świata juniorów w Taszkencie (2015) i mistrzostwach świata juniorów w Bourges (2016).
Na igrzyskach olimpijskich w Tokio zdobyła brązowy medal indywidualnie, ulegając jedynie dwóm Rosjankom: Sofiji Pozdniakowej i Sofji Wielikiej. Ponadto reprezentantki Francji w składzie: Manon Brunet, Cécilia Berder, Charlotte Lembach i Sara Balzer zajęły drugie miejsce w rywalizacji drużynowej. Podczas rozgrywanych w 2016 roku igrzysk w Rio de Janeiro była czwarta indywidualnie (walkę o medal przegrała z Ukrainką Olhą Charłan 10:15) i ósma drużynowo.
Kilkukrotnie zdobywała drużynowo medale mistrzostw świata, w tym złoty na MŚ w Wuxi (2018), srebrne podczas MŚ w Kazaniu (2014), MŚ w Budapeszcie (2019) i MŚ w Mediolanie (2023) oraz brązowy na MŚ w Lipsku (2017).
Zdobyła srebro w szabli drużynowej na mistrzostwach Europy w Strasburgu w 2014 roku. W tej samej konkurencji zdobyła także srebro na mistrzostwach Europy w Montreux (2015), mistrzostwach Europy w Toruniu (2016) oraz brąz na mistrzostwach Europy w Tbilisi (2017), mistrzostwach Europy w Nowym Sadzie (2018) i mistrzostwach Europy w Düsseldorfie (2019). Ponadto była druga indywidualnie na ME 2019 i pierwsza na ME 2023.
Zdobyła również drużynowo złoty medal na igrzyskach europejskich w Krakowie w 2023 roku.